# Educația în Anglia
Educația în Anglia este supravegheată de Ministerul Educației. Autoritățile administrației locale sunt responsabile de punerea în aplicare a politicii pentru învățământul public și școlile finanțate de stat la nivel local. Școlile finanțate de stat pot fi licee (grammar schools) selective sau școli comprehensive neselective. Toate școlile de stat sunt supuse evaluării și inspecției de către departamentul guvernamental Ofsted⁠(d) (Office for Standards in Education, Children's Services and Skills). În Anglia există, de asemenea, școli private (dintre care unele sunt cunoscute ca școli publice) și școlirea acasă; din punct de vedere legal, părinții pot alege să își educe copiii prin orice mijloace adecvate.
Sistemul de învățământ obligatoriu finanțat de stat este împărțit în Key Stages (etape cheie), în funcție de vârsta elevului la 31 august. Etapa Early Years Foundation Stage este pentru vârstele 3-4. Învățământul primar este împărțit în Key Stage 1 (etapa cheie 1) pentru vârstele 5-7 și Key Stage 2 (etapa cheie 2) pentru vârstele 7-11. Învățământul secundar este împărțit în Key Stage 3 (etapa cheie 3) pentru vârstele 11-14 și Key Stage 4 (etapa cheie 4) pentru vârstele 14-16. La sfârșitul anului 11 (la vârsta de 15-16 ani), elevii susțin de obicei examenele General Certificate of Secondary Education (GCSE) sau alte calificări de nivel 1 sau 2.
Educația este obligatorie până la 18 ani, astfel încât educația post-16 ani poate lua o serie de forme și poate fi academică sau vocațională. Aceasta poate implica continuarea școlarizării, cunoscută sub numele de sixth form, care conduce la nivelul A sau calificări alternative de nivel 3. Ea poate include, de asemenea, ucenicii, stagii și voluntariat. Cadrul de calificări reglementate (RQF) acoperă examenele școlare naționale și calificările din învățământul profesional.
Învățământul superior începe adesea cu o diplomă de licență de trei ani. Diplomele postuniversitare includ diplome de master, fie predate, fie prin cercetare, și diplome de cercetare la nivel de doctorat care durează de obicei cel puțin trei ani. Cadrul calificărilor din învățământul superior (FHEQ), care este legat de RQF, acoperă diplomele și alte calificări ale organismelor care acordă diplome.

## Istoria învățământului englez
În Evul Mediu, au fost înființate școli pentru a preda limba latină fiilor aristocrației destinați preoției sau muncii monahale în cadrul ministerului guvernamental sau al legii. Două universități au fost înființate în afiliere cu biserica: Universitatea Oxford și Universitatea Cambridge, pentru a ajuta la formarea continuă a clerului creștin catolic.
Educația în Anglia a rămas strâns legată de instituțiile religioase până în secolul al XIX-lea, deși școlile de caritate și „free grammar schools”, care erau deschise copiilor de orice credință religioasă, au devenit mai frecvente la începutul perioadei moderne.
Reformele din secolul al XIX-lea au extins oferta educațională și au introdus pe scară largă școli finanțate de stat. Până în 1870, toate școlile erau instituții caritabile sau private, însă în acel an, Legea privind educația elementară din 1870 (33 & 34 Vict. c. 75) a permis administrațiilor locale să completeze școlile elementare existente pentru a acoperi eventualele lacune. Legea Educației din 1902 a permis autorităților locale să creeze școli secundare. Legea Educației din 1918 a eliminat taxele pentru școlile elementare.
Colegiile pentru femei au fost înființate în secolul al XIX-lea pentru a oferi femeilor acces la învățământul universitar, primele fiind Bedford College⁠(d), Londra (1849), Girton College, Cambridge⁠(d) (1869) și Newnham College, Cambridge (1871). Universitatea din Londra a instituit examene speciale pentru femei în 1868 și și-a deschis diplomele pentru femei în 1878. University College Bristol (în prezent Universitatea din Bristol) a devenit prima instituție mixtă de învățământ superior la înființarea sa în 1876, urmată în 1878 de University College London (care a organizat unele clase mixte începând cu 1871).

## Învățământ obligatoriu din punct de vedere legal
Învățământul cu normă întreagă este obligatoriu pentru toți copiii cu vârste cuprinse între 5 și 18 ani, iar elevii trebuie să rămână într-un cadru școlar tradițional până la vârsta de 16 ani. După această vârstă, aceștia sunt obligați prin lege să urmeze o educație suplimentară (care poate fi academică sau tehnică) până la vârsta de 18 ani, dar aceasta nu trebuie să se desfășoare într-un mediu școlar tradițional, iar numeroase opțiuni profesionale sunt acceptate și disponibile din punct de vedere legal.
Vârsta la care un elev poate alege să renunțe la educație este cunoscută sub numele de „vârsta de încheiere” a învățământului obligatoriu. Această vârstă a fost ridicată la 18 ani prin Legea din 2008 privind educația și competențele; schimbarea a intrat în vigoare în 2013 pentru tinerii de 16 ani și în 2015 pentru tinerii de 17 ani. Din acest moment, vârsta oficială de părăsire a școlii (care rămâne 16 ani) și vârsta de părăsire a învățământului (în prezent 18 ani) au fost separate. Școlarizarea de stat și învățământul sixth form sunt plătite din taxe.
Un copil începe învățământul primar în anul școlar în care împlinește 5 ani. Copiii cu vârste cuprinse între 3 și 5 ani au dreptul la 600 de ore pe an de educație preșcolară opțională, finanțată de stat. Aceasta poate fi oferită în „grupuri de joacă”, creșe, centre comunitare de îngrijire a copiilor sau clase de creșă în școli.
Prin urmare, în prezent, toți copiii din Anglia trebuie să primească o educație efectivă (la școală sau în alt mod) din prima „zi prevăzută”, care cade în ziua în care împlinesc cinci ani sau ulterior, până la împlinirea vârstei de 18 ani, și trebuie să rămână la școală până în ultima vineri din iunie a anului școlar în care împlinesc 16 ani. Vârsta de încetare a studiilor a fost ridicată în 2013 la anul în care împlinesc 17 ani și în 2015 la 18 ani pentru cei născuți la 1 septembrie 1997 sau după această dată. Zilele de referință sunt 31 august, 31 decembrie și 31 martie. Anul școlar începe la 1 septembrie (sau la 1 august dacă un semestru începe în august).
Etapele obligatorii ale educației sunt împărțite într-o etapă de bază [Foundation Stage] (care acoperă ultima parte a educației opționale și prima parte a educației obligatorii), 4 etape cheie [Key Stages] și educația post-16 ani, uneori denumită neoficial etapa cheie 5 [Key Stage 5], care ia o varietate de forme, inclusiv 6th form, care acoperă ultimii 2 ani de educație secundară în școli.

## Tipuri de școli
Există o serie de termeni și denumiri diferite pentru diferitele școli și etape prin care poate trece un elev pe parcursul părții obligatorii a educației sale. Liceele (grammar schools) sunt școli selective, care admit copii începând cu vârsta de 11 ani; în mod normal, acestea sunt finanțate de stat, deși există licee independente care plătesc taxe. Școlile care oferă educație preșcolară acceptă, de obicei, elevi începând cu vârsta de 3 ani; cu toate acestea, unele școli acceptă elevi mai mici de această vârstă.

### Școli finanțate de stat
Aproximativ 93% dintre copiii cu vârste cuprinse între 3 și 18 ani învață gratuit în școlile finanțate de stat (cu excepția activităților precum înotul, vizitele culturale, vizitele la teatru și excursiile pentru care se poate solicita o plată voluntară și a taxelor limitate la internatele finanțate de stat).
Toate școlile sunt obligate prin lege să aibă un site web unde trebuie să publice detalii privind guvernanța, finanțele, intențiile curriculare și politicile privind personalul și protecția elevilor.

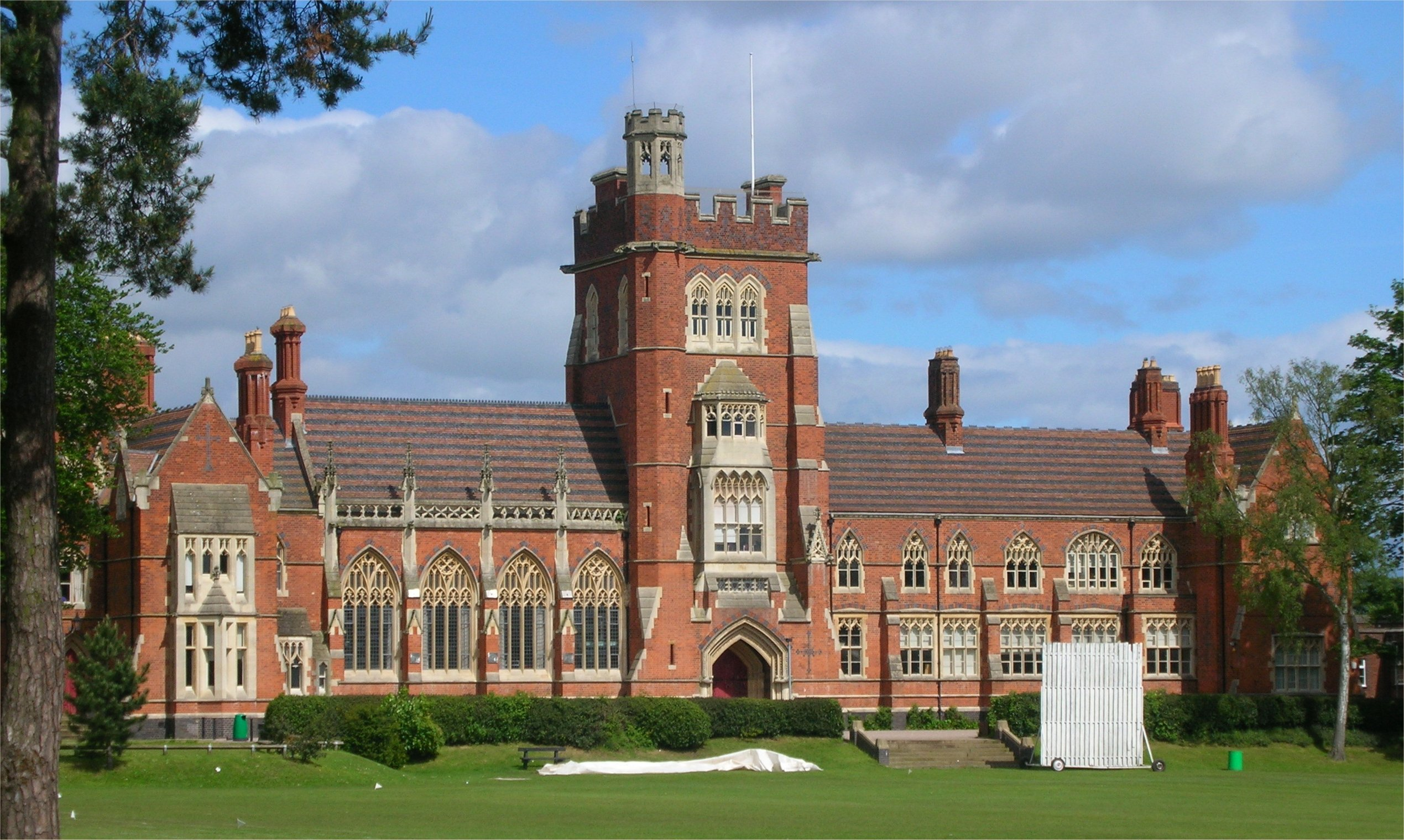
Moseley School, o școală de bază (foundation school) din Anglia.

- Școlile academice,  înființate de guvernul laburist din perioada 1997-2010 pentru a înlocui școlile comunitare cu performanțe slabe din zonele cu un grad ridicat de lipsuri sociale și economice. Costurile de înființare ale acestora sunt de obicei finanțate din surse private, cum ar fi antreprenori sau ONG-uri, iar costurile de funcționare sunt suportate de guvernul central și, la fel ca școlile de bază, sunt libere din punct de vedere administrativ de controlul direct al autorităților locale. Guvernul de coaliție conservator-liberal-democrat din 2010 a extins rolul academiilor în cadrul Programului Academy. Unele astfel de școli aplică cerințe selective de admitere pentru o parte din ele, asemănătoare liceelor.[20]
- Școlile comunitare, în cadrul cărora autoritatea locală angajează personalul școlilor, deține terenurile și clădirile școlilor și are responsabilitatea principală pentru admitere.
- Școlile gratuite, introduse de coaliția Conservatoare-Liberală Democrată, sunt școli nou înființate în Anglia de către părinți, profesori, organizații caritabile sau întreprinderi, acolo unde există o nevoie locală percepută de mai multe școli. Acestea sunt finanțate de contribuabili, sunt neselective din punct de vedere academic și gratuite și, la fel ca școlile sprijinite prin voluntariat și academiile, nu sunt controlate de o autoritate locală. Acestea răspund în ultimă instanță în fața Secretarului de stat pentru educație. Școlile gratuite sunt o extensie a programului Academic existent. Primele 24 de școli gratuite au fost deschise în toamna anului 2011.
- Școlile de bază, în care organul de conducere angajează personalul și are responsabilitatea principală pentru admitere. Terenurile și clădirile școlii sunt deținute de organul de conducere sau de o fundație caritabilă. Fundația numește o minoritate de guvernatori. Multe dintre aceste școli erau anterior școli subvenționate. În 2005, guvernul laburist a propus să permită tuturor școlilor să devină școli de bază, dacă doresc acest lucru.
- Școlile sprijinite prin voluntariat, legate de o varietate de organizații. Acestea pot fi școli religioase (aproximativ două treimi afiliate Bisericii Angliei; puțin sub o treime Bisericii Romano-Catolice și câteva școli de altă confesiune) sau școli neconfesionale, precum cele legate de Livery Companies. Fundația caritabilă contribuie la costurile de capital ale școlii (de obicei 10%) și numește majoritatea membrilor consiliului de administrație al școlii. Organismul de conducere angajează personalul și are responsabilitatea principală pentru admitere.[21]
- Școli controlate voluntar, care sunt aproape întotdeauna școli religioase, terenurile și clădirile fiind adesea deținute de o fundație caritabilă. Cu toate acestea, autoritatea locală angajează personalul școlii și are responsabilitatea principală pentru admitere.
- Colegiile tehnice universitare (UTC), introduse de coaliția conservatoare-liberală-democrată în 2010. Acestea sunt sponsorizate de o universitate și au legături strânse cu întreprinderile și industria locală. Acestea sunt finanțate de contribuabili, sunt neselective, gratuite și nu sunt controlate de o autoritate locală. Universitatea și partenerii din industrie sprijină dezvoltarea programelor de studii ale UTC, oferă oportunități de dezvoltare profesională pentru profesori și îndrumă studenții calificați în mod corespunzător către ucenicii industriale, diplome de bază sau diplome complete. Universitatea sponsor numește majoritatea guvernatorilor și a membrilor-cheie ai personalului UTC. Elevii se transferă la o UTC la vârsta de 14 ani, la jumătatea ciclului de învățământ secundar. Elementul distinctiv al UTC constă în faptul că acestea oferă programe de studiu cu orientare tehnică, combinând cerințele Curriculumului Național cu elemente tehnice și profesionale. UTC trebuie să se specializeze în materii care necesită echipamente tehnice și moderne, dar toate predau, de asemenea, abilități de afaceri și de utilizare a tehnologiei informației și comunicațiilor. De asemenea, UTC ar trebui să ofere rute clare către învățământul superior sau către continuarea învățării în muncă.
- Școlile de matematică au fost lansate ca școli specializate selective pentru elevii de 16-19 ani în 2018, sponsorizate din nou de o universitate, în urma unor proiecte pilot cu King's College London Mathematics School și Exeter Mathematics School.[22]

În plus, trei din cele cincisprezece colegii tehnice orășenești înființate în anii 1980 încă mai există; restul au fost transformate în academii. Acestea sunt școli secundare finanțate de stat pentru toate persoanele cu handicap, care nu percep taxe, dar care sunt independente de controlul autorităților locale. Există, de asemenea, un număr mic de internate finanțate de stat.
Școlile primare englezești finanțate de stat sunt aproape toate școli locale cu o zonă de deservire mică. Mai mult de jumătate sunt deținute de autoritatea locală, deși multe sunt (nominal) controlate de voluntari și unele sunt asistate de voluntari. Unele școli includ doar copii mici (între 4 și 7 ani), iar altele doar copii juniori (între 7 și 11 ani). Unele sunt interconectate, cu progresie automată de la școala pentru copii la școala pentru juniori, iar altele nu. Câteva zone încă mai au școli primare pentru vârste cuprinse între 4 și 8 ani și școli gimnaziale pentru vârste cuprinse între 8 sau 9 și 12 sau 13 ani.
Școlile secundare engleze sunt în mare parte comprehensive (adică fără examen de admitere), deși admiterea în școlile comprehensive poate varia foarte mult, în special în zonele urbane cu mai multe școli locale. Aproape 90% din școlile secundare finanțate de stat sunt școli de specialitate, care primesc fonduri suplimentare pentru a dezvolta una sau mai multe materii (artele spectacolului, arte, afaceri, științe umaniste, limbi străine, științe, matematică, tehnologie, inginerie etc.) în care școala este specializată, putând selecta până la 10% din elevi pentru aptitudini în specializare. În anumite zone, copiii pot intra într-un liceu prestigios dacă promovează examenul eleven-plus; există, de asemenea, un număr de licee izolate complet selective și câteva zeci de școli parțial selective. O minoritate semnificativă de școli finanțate de stat sunt școlile religioase, care sunt atașate unor grupuri religioase, cel mai adesea Biserica Anglicană sau Biserica Romano-Catolică.
Toate școlile finanțate de stat sunt inspectate periodic de către Oficiul pentru Standarde în Educație (Office for Standards in Education), cunoscut adesea ca Ofsted. Ofsted publică periodic rapoarte privind calitatea educației, rezultatele învățării, managementul, siguranța și comportamentul tinerilor dintr-o anumită școală. Școlile considerate de Ofsted ca oferind un standard inadecvat de educație pot face obiectul unor măsuri speciale, care ar putea include înlocuirea organului de conducere și al personalului de conducere. Rapoartele de inspecție școlară sunt publicate online și trimise direct părinților și tutorilor.
Uniformele școlare sunt definite de fiecare școală în parte, în condițiile în care reglementările privind uniformele nu trebuie să discrimineze pe motive de sex, rasă, handicap, orientare sexuală, schimbare de sex, religie sau credințe. Școlile pot alege să permită pantaloni pentru fete sau îmbrăcăminte religioasă. Elevii cu vârste cuprinse între cinci și șapte ani din școlile finanțate de stat (inclusiv cei din clasa de primire) au dreptul la mese școlare gratuite și fructe. Elevii cu vârste cuprinse între șapte și 16 ani care provin din familii cu venituri mici sunt eligibili pentru mese școlare gratuite. Toate mesele școlare trebuie să respecte standardele guvernamentale de alimentație sănătoasă și să promoveze o dietă sănătoasă.
Școlile finanțate de stat sunt încurajate să ofere servicii de îngrijire a copiilor în afara orelor de curs, inclusiv cluburi de mic dejun și activități extracurriculare (teatru, informatică, pregătirea alimentelor, arte, artizanat, sport, științe etc.).

### Școli private
Aproximativ 7% dintre elevii din Anglia frecventează școli private cu taxă. Unele școli independente pentru elevii de 13-18 ani sunt cunoscute din motive istorice drept „școli publice”, iar pentru elevii de 8-13 ani drept „școli pregătitoare”. Unele școli oferă burse pentru cei cu aptitudini sau abilități deosebite pentru a permite elevilor din familii mai puțin înstărite să urmeze cursurile. Școlile independente nu trebuie să urmeze Curriculumul național, iar profesorii lor nu sunt obligați sau reglementați prin lege să aibă calificări didactice oficiale. Inspectoratul Școlilor Independente publică periodic rapoarte privind calitatea educației în toate școlile independente.

### Educație prin alte mijloace decât școlarizarea
Legea Educației din 1944 prevedea că părinții sunt responsabili de educația copiilor lor, „prin frecventarea regulată a școlii sau în alt mod”, ceea ce permite copiilor să fie educați acasă. Denumită oficial „educație la domiciliu facultativă”, predarea variază de la homeschooling structurat (folosind un curriculum de tip școlar) la unschooling mai puțin structurat. Education Otherwise a sprijinit părinții care doreau să își educe copiii în afara școlii încă din anii 1970. Statul nu oferă niciun sprijin financiar părinților care aleg să își educe copiii în afara școlii.

## Etapele învățământului obligatoriu

### Primii ani
În cadrul etapei de bază pentru primii ani, programa școlară este organizată în șapte domenii de învățare:
- Comunicare și limbaj
- Dezvoltarea fizică
- Dezvoltare personală, socială și emoțională
- Alfabetizare
- Matematica
- Înțelegerea lumii
- Arte expresive și design

### Curriculum național
Curriculumul național se adresează elevilor din școala primară (între 5 și 11 ani; etapele cheie 1 și 2) și din școala secundară (între 11 și 16 ani; etapele cheie 3 și 4). Acesta cuprinde materiile care sunt predate și standardele pe care copiii ar trebui să le atingă la fiecare materie.
Școlile finanțate de stat din Anglia sunt obligate să ofere un curriculum echilibrat și cu o bază largă, care promovează dezvoltarea spirituală, morală, culturală, mentală și fizică a elevilor din școală și din societate și care pregătește elevii pentru oportunitățile, responsabilitățile și experiențele vieții de mai târziu.
Școlile finanțate de stat sunt obligate să predea treisprezece materii, inclusiv engleza, matematica și științele de bază. Structura Curriculumului național este următoarea:
| Subiect                  | Key Stage 1 (5-7 ani) | Key Stage 2 (7-11 ani) | Key Stage 3 (11-14 ani) | Key Stage 4 (14-16 ani) |
| ------------------------ | --------------------- | ---------------------- | ----------------------- | ----------------------- |
| Engleză                  |                       |                        |                         |                         |
| Matematică               |                       |                        |                         |                         |
| Știință                  |                       |                        |                         |                         |
| Artă și Design           |                       |                        |                         |                         |
| Cetățenie                |                       |                        |                         |                         |
| Calcul                   |                       |                        |                         |                         |
| Proiectare și Tehnologie |                       |                        |                         |                         |
| Educație lingvistică     |                       |                        |                         |                         |
| Geografie                |                       |                        |                         |                         |
| Istorie                  |                       |                        |                         |                         |
| Muzică                   |                       |                        |                         |                         |
| Educație Fizică          |                       |                        |                         |                         |

De asemenea, toate școlile sunt obligate să predea educație religioasă la toate etapele cheie, iar școlile secundare trebuie să ofere educație sexuală și relațională.
În plus față de materiile obligatorii, elevii din etapa cheie 4 [Key Stage 4] au dreptul legal de a studia cel puțin o materie din domeniul artelor (cuprinzând artă și design, dans, muzică, fotografie, studii media, studii cinematografice, grafică, teatru și arte media), design și tehnologie (cuprinzând design și tehnologie, electronică, inginerie, pregătirea alimentelor și nutriție), științe umaniste (cuprinzând geografie și istorie), afaceri și întreprinderi (cuprinzând studii de afaceri și economie) și o limbă modernă.

### Educație post-16 ani
Școlarizarea obligatorie se încheie în ultima zi de vineri a lunii iunie pentru elevii care vor împlini 16 ani înainte de începerea anului școlar următor. Majoritatea elevilor din școlile de stat și din școlile independente vor susține de obicei examenele GCSE⁠(d) la sfârșitul ultimului lor an de școlarizare obligatorie.
După aceasta, tinerii sunt obligați să continue educația până la vârsta de 18 ani, dar nu trebuie să frecventeze o școală. Aceștia pot urma o educație suplimentară, care include învățământul tehnic, în cadrul sixth form a unei școli, în cadrul unei sixth form specializate sau într-un colegiu de formare continuă. În mod alternativ, ei pot urma o ucenicie sau un stagiu, sau pot face voluntariat timp de 20 sau mai multe ore pe săptămână în timp ce urmează o educație sau o formare cu fracțiune de normă. Tipurile de colegii care se concentrează pe educația după șaisprezece ani includ:
- Colegiile de educație continuă (further education)
- Colegiile sixth form
- Colegiile de învățământ superior
- Colegiile de artă, design și artele spectacolului

#### Colegii sixth form / colegii de educație continuă
Elevii de peste 16 ani studiază de obicei în sixth form a unei școli (sixth form este un termen istoric pentru vârstele 12-13), într-un colegiu separat pentru sixth form sau într-un colegiu de educație continuă. Cursurile de la colegiile FE (denumite cursuri de educație continuă) pot fi studiate și de adulții de peste 18 ani. Colegiile pot oferi o gamă largă de opțiuni de studiu, inclusiv ucenicii și calificări naționale, cum ar fi:
- Nivel A⁠(d)
- Consiliul pentru educație în afaceri și tehnologie (BTEC)
- Calificări City and Guilds
- Cambridge International
- Cambridge Technicals
- Bacalaureatul Internațional (IB)
- Calificări vocaționale naționale (NVQs)
- Nivel T
- Calificări WJEC Eduqas
- Calificări de competențe funcționale
- Cursuri Skills for Life[38][39]

#### Ucenicie și stagii
Serviciul Național de Ucenicie ajută persoanele în vârstă de cel puțin 16 ani să intre în ucenicie pentru a învăța o meserie calificată. Stagiile sunt, de asemenea, supravegheate de Serviciul național de ucenicie și sunt programe de educație și formare care sunt combinate cu experiență profesională pentru a oferi cursanților competențele necesare pentru a obține o ucenicie.
Nivelul T este o calificare tehnică introdusă în 2020, dezvoltată în colaborare cu întreprinderile și furnizorii de educație pentru a pregăti elevii pentru un loc de muncă calificat, ucenicii și studii superioare. Fiecare nivel T include un plasament în industrie la un angajator axat pe dezvoltarea competențelor practice și tehnice necesare pentru o ocupație.

## Învățământ superior

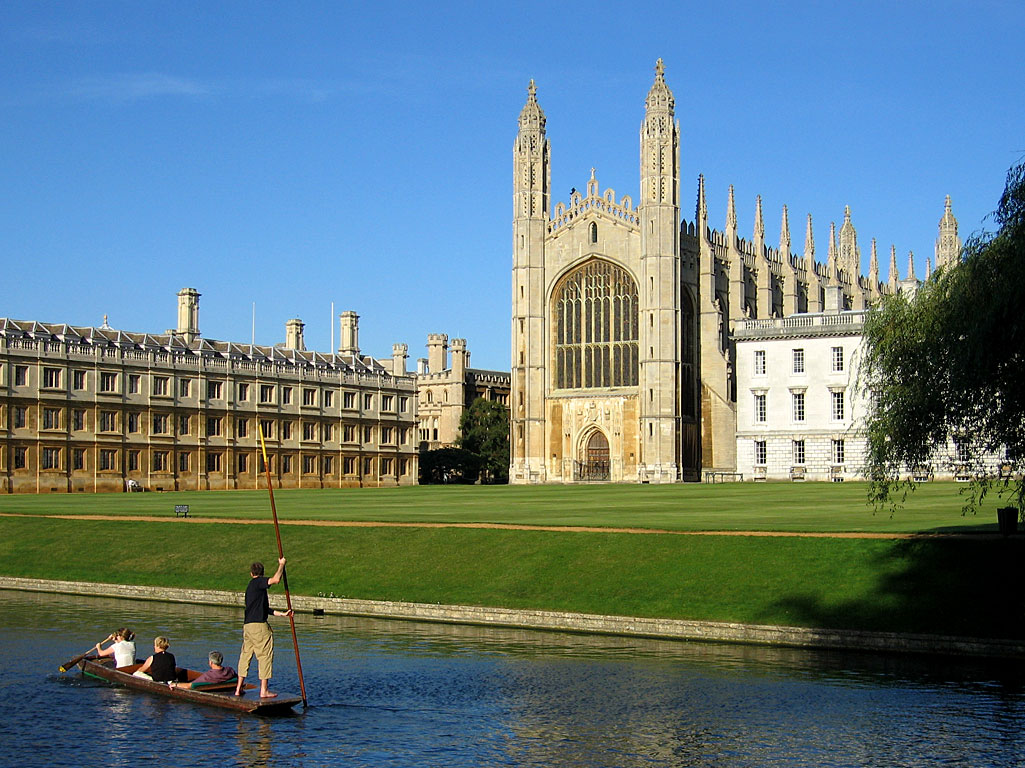
Capela din cadrul Universității Cambridge, una dintre cele mai vechi universități din Anglia

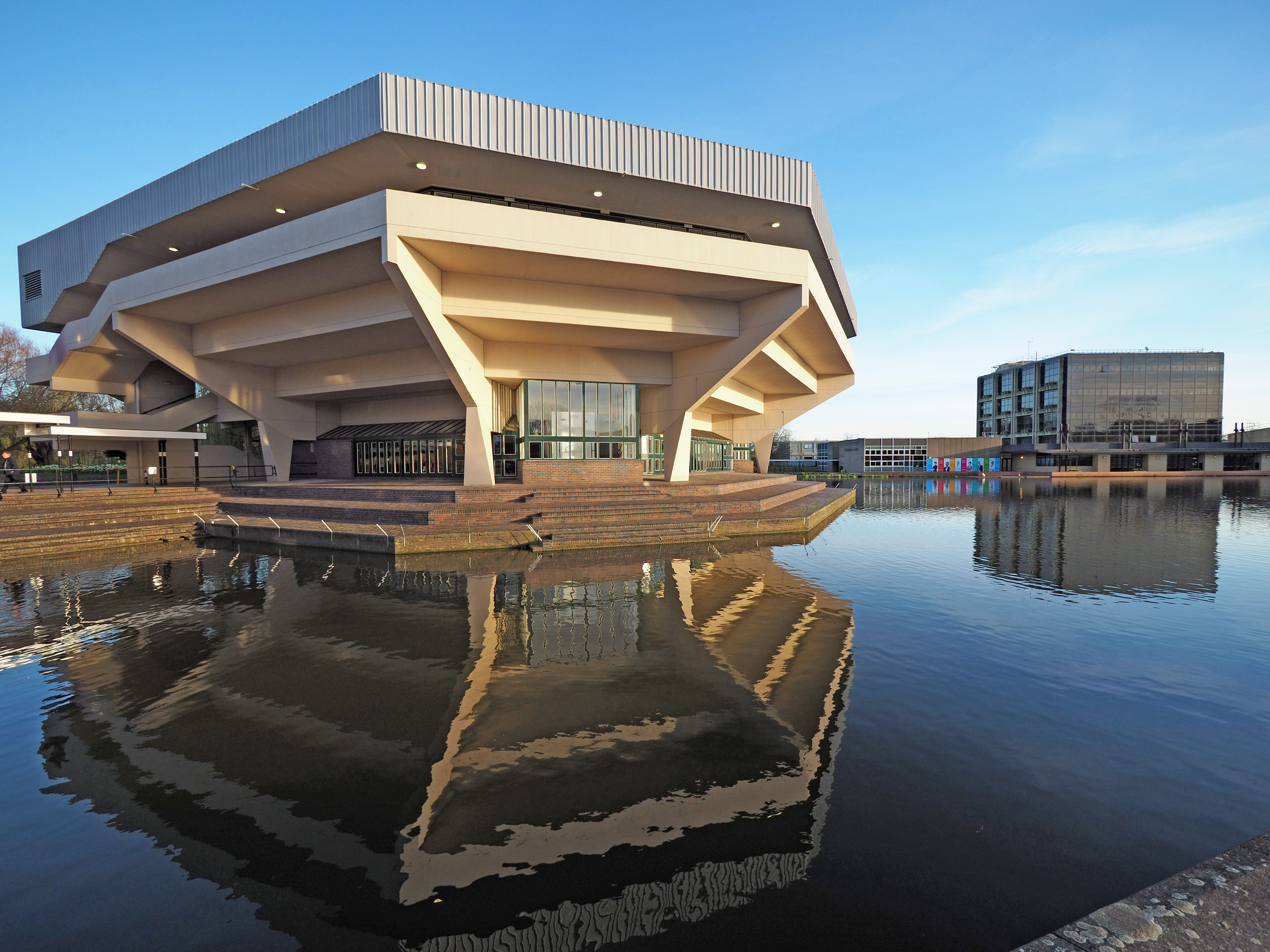
Sala centrală a Universității din York, o universitate din sticlă înființată în 1963

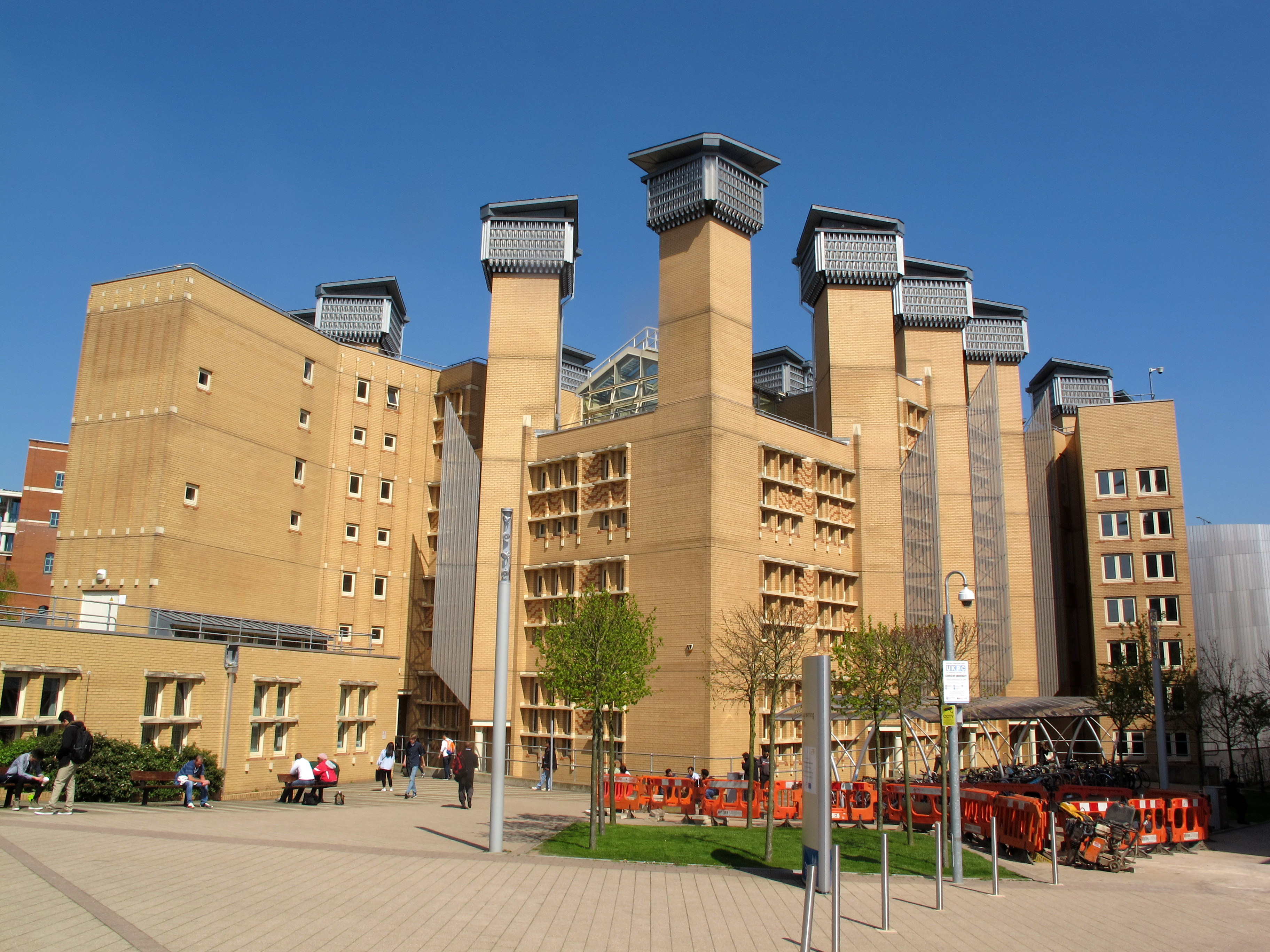
Biblioteca Lanchester de la Universitatea Coventry, o universitate modernă care a primit statutul de universitate în 1992

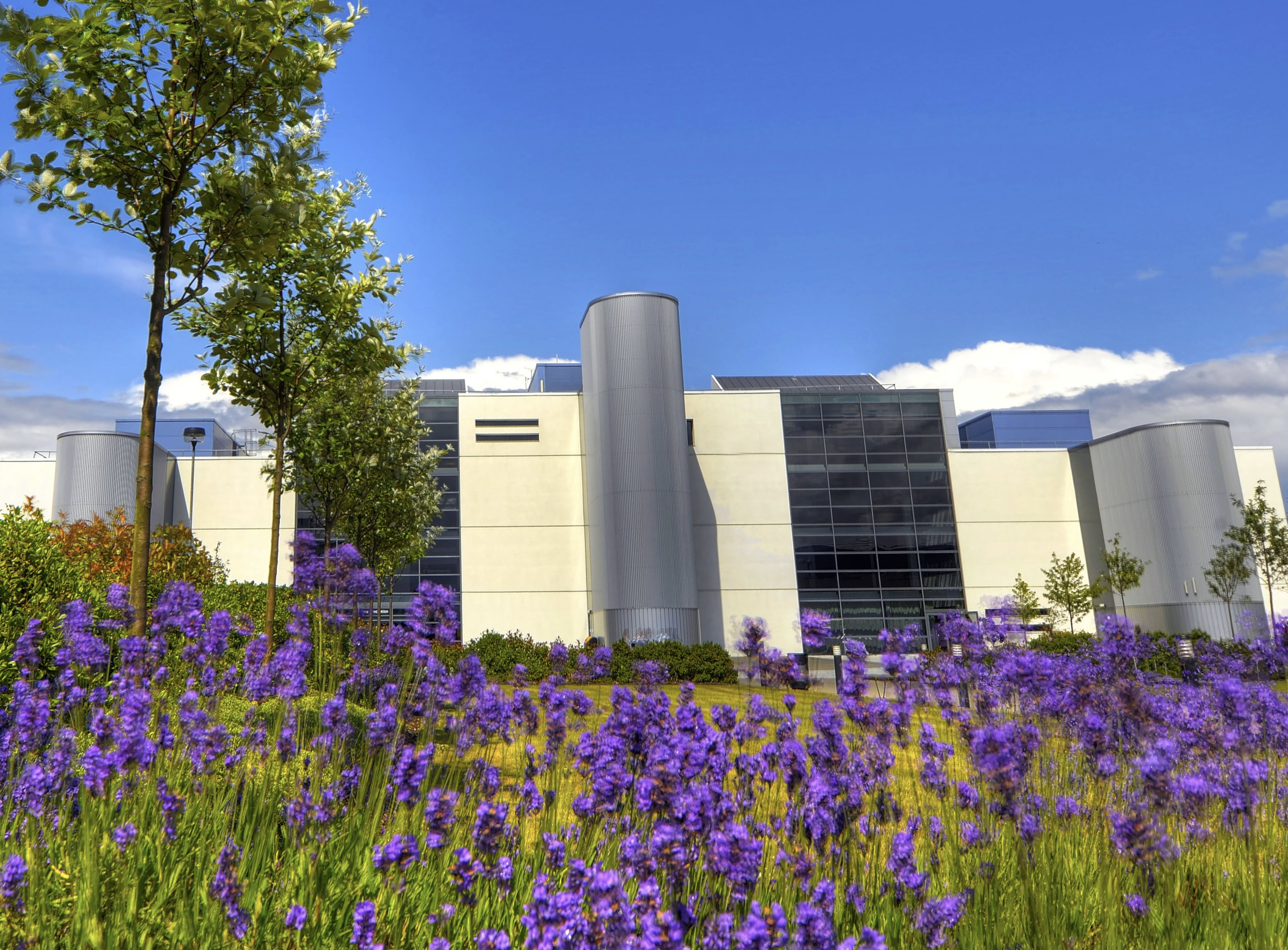
Campusul New College Durham, un colegiu de învățământ continuu și superior

În Anglia, învățământul superior este asigurat de colegii de învățământ superior (HE), colegii universitare, universități și colegii private. În mod normal, studenții intră în învățământul superior ca studenți de la vârsta de 18 ani și pot studia pentru o gamă largă de calificări profesionale și academice, inclusiv certificate de învățământ superior și certificate naționale superioare la nivelul 4, diplome de învățământ superior, diplome naționale superioare și diplome de bază la nivelul 5, diplome de licență (în mod normal, cu distincții) la nivelul 6 și diplome integrate de masterat și diplome în medicină, stomatologie și științe veterinare la nivelul 7.
Din punct de vedere istoric, învățământul universitar în afara unui număr mic de colegii și universități private a fost în mare parte finanțat de stat începând cu anii 1960, cu o contribuție din taxele suplimentare introduse în octombrie 1998, cu toate acestea, din octombrie 2012 se percep taxe de până la 9000 GBP pe an. Există o ierarhie percepută între universități, Grupul Russell⁠(d) fiind considerat a fi alcătuit din cele mai prestigioase universități din țară. Tabelele de clasament ale universităților sunt elaborate de companii private și acoperă, în general, întreg Regatul Unit.
Statul nu controlează programele universitare, dar influențează procedurile de admitere prin intermediul Oficiului pentru Studenți (OfS), care aprobă și monitorizează acordurile de acces pentru a proteja și promova accesul echitabil la învățământul superior. Agenția de Asigurare a Calității pentru Învățământul Superior (QAA) este un organism independent de experți în domeniul calității, cu misiunea de a menține și îmbunătăți calitatea predării și învățării în învățământul superior din Anglia. Spre deosebire de majoritatea diplomelor, statul deține controlul asupra cursurilor de formare a cadrelor didactice, iar standardele sunt monitorizate de inspectorii Ofsted⁠(d).
Diploma de absolvent universitar tipică oferită de universitățile engleze este diplomă de licență cu onoruri, care durează de obicei trei ani, deși unele instituții oferă și diplome de bază mai vocaționale, care durează de obicei doi ani (sau echivalentul full-time). Multe instituții oferă acum diplome integrate de masterat, în special în domeniile STEM, ca diplome de licență; acestea durează de obicei patru ani, primii trei ani desfășurându-se în paralel cu cursul de licență în domeniul respectiv. În timpul unei diplome de absolvent universitar, studenții sunt cunoscuți sub numele de „undergraduates”. Diferența de taxe între masteratele postuniversitare integrate și cele tradiționale (și faptul că taxele sunt plafonate la nivelul diplomei de absolvent universitar pentru primele) face ca un masterat integrat ca diplomă de absolvent universitar să fie o opțiune mai atractivă. În Anglia, masteratele integrate sunt adesea calea standard către statutul de „chartered” (expert) pentru profesioniștii din domeniul STEM.
Majoritatea studenților internaționali din Regatul Unit au ales o instituție britanică datorită reputației țării de a oferi un învățământ de înaltă calitate, o proporție mult mai mare decât în Canada sau Australia (puțin peste 20%) sau în SUA (aproximativ 15%). Universitatea Oxford și Universitatea Cambridge se situează printre primele 10 din principalele clasamente globale. La unele instituții din Londra, cum ar fi London School of Economics și University College London, majoritatea studenților cu diplome de absolvent universitar provin din afara Regatului Unit. Inclusiv la postuniversitare, studenții internaționali sunt majoritari și la Imperial College London și University of the Arts London.

### Educație postuniversitară
Studenții care au absolvit o diplomă de absolvent universitar pot aplica pentru cursuri postuniversitare. Acestea includ:
- Certificate de absolvire, diplome de absolvire, certificat profesional de absolvire în educație – cursuri de nivel 6 destinate celor care au absolvit deja o diplomă de licență, adesea ca cursuri de conversie
- Certificate postuniversitare, diplome postuniversitare, certificate postuniversitare în educație⁠(d) – cursuri de nivel 7 mai scurte decât o diplomă de master completă
- Diplome de masterat (de obicei, se iau într-un an, deși diplomele de masterat bazate pe cercetare pot dura doi ani) – diplome cu predare sau cercetare la nivelul 7
- Doctorat (de obicei, în trei ani) - diplome de cercetare la nivelul 8, nivelul superior al cadrelor de calificări, care necesită adesea o diplomă de masterat pentru admitere. Acestea pot fi bazate exclusiv pe cercetare (PhD/DPhil) sau pe cercetare și practică (doctorate profesionale). Doctoratele „New Route”, introduse în 2001, durează cel puțin 4 ani și includ predarea la nivel de masterat.[57]

### Taxe
Începând cu octombrie 1998, majoritatea studenților au plătit taxe rambursabile după absolvire, în funcție de atingerea unui anumit nivel de venit, statul plătind toate taxele pentru studenții din mediile cele mai sărace. Doar cei care ating un anumit prag salarial (21.000 de lire sterline) plătesc această taxă prin impozitare generală. În practică, învățământul superior rămâne gratuit în Anglia pentru o mare minoritate de studenți. În general, studenții englezi au dreptul la împrumuturi pentru studenți pentru a-și acoperi costurile de trai.
Absolvenții de licență admiși începând cu anul universitar 2012-2013 au plătit taxe de școlarizare stabilite la un maxim de până la 9.000 GBP pe an, majoritatea universităților percepând peste 6.000 GBP. Taxele postuniversitare variază, dar sunt în general mai mari decât taxele de licență, în funcție de diplomă și universitate. Există numeroase burse (acordate solicitanților cu venituri reduse) pentru a compensa taxele de licență și, pentru postuniversitari, sunt disponibile burse complete pentru majoritatea disciplinelor, care sunt de obicei acordate în mod competitiv.
Decalajul dintre studenții bogați și cei săraci s-a redus de la introducerea taxelor mai mari. Acest lucru se poate datora faptului că universitățile au folosit taxele de școlarizare pentru a investi în burse și programe de sensibilizare. În 2016, The Guardian a observat că numărul studenților defavorizați care se înscriu la universitate a crescut cu 72% din 2006 până în 2015, o creștere mai mare decât în Scoția, Țara Galilor sau Irlanda de Nord.
Un studiu realizat de Centrul pentru Performanță Economică a constatat că introducerea taxelor de școlarizare a „crescut finanțarea pe cap de locuitor, standardele educaționale, creșterea numărului de înscrieri și reducerea decalajului de participare între studenții avantajați și cei dezavantajați”.

## Educația adulților
Educația adulților, educația continuă sau învățarea pe parcursul vieții este oferită elevilor de toate vârstele. Aceasta poate include calificările profesionale menționate mai sus și, de asemenea:
- Cursuri de acces de unul sau doi ani, pentru a permite adulților fără calificări adecvate accesul la universitate.
- Open University organizează programe universitare și postuniversitare de învățământ la distanță.
- Workers' Educational Association oferă un număr mare de cursuri semi-recreative, cu sau fără calificări, puse la dispoziție de autoritățile educaționale locale sub denumirea de educație pentru adulți. Cursurile sunt disponibile într-o mare varietate de domenii, cum ar fi limbile de vacanță, artele, meșteșugurile și navigația pe iahturi.

## Cadre naționale de calificări
Cele două cadre de calificări din Anglia sunt Cadrul de Calificări Reglementate (RQF), pentru calificările reglementate de Ofqual⁠(d), și Cadrul de Calificări pentru Învățământul Superior (FHEQ), pentru calificările acordate de organismele cu competențe de acordare a diplomelor, supravegheate de Agenția de Asigurare a Calității. Acestea au o schemă comună de numerotare a nivelurilor, care a fost utilizată și pentru Cadrul anterior al calificărilor și creditelor. RQF este legat de Cadrul European al Calificărilor (EQF) și FHEQ de Cadrul calificărilor din Spațiul european al învățământului superior⁠(d) (QF-EHEA).
| Nivelul RQF/FHEQ | Calificări comune                                                                                          | EQF / QF-echivalent EHEA                                           |
| ---------------- | --- | ------------------------------------------------------------------ |
| Nivelul 1        | Diploma de bază GCSE (clasele D-G / 4-1) NVQ nivelul 1                                                     | Nivelul 2 al CEC                                                   |
| Nivelul 2        | Diploma superioară GCSE (clasele A– - C / 9-5) NVQ nivelul 2                                               | Nivelul 3 al CEC                                                   |
| Nivelul 3        | Diplomă avansată Nivel A Bacalaureat Internațional BTEC Național NVQ nivelul 3                             | Nivelul CEC 4                                                      |
| Nivelul 4        | Certificat de învățământ superior HNC (acordat de o instituție care acordă diplome)                        | Calificări intermediare QF-EHEA în cadrul ciclului scurt           |
| Nivelul 4        | BTEC Professional award, certificat și diplomă de nivel 4 Certificat național superior (HNC) NVQ nivelul 4 | Nivelul 5 al CEC                                                   |
| Nivelul 5        | BTEC Professional award, certificat și diplomă de nivel 5 Diploma națională superioară (HND) NVQ nivelul 4 | Nivelul 5 al CEC                                                   |
| Nivelul 5        | Diploma de învățământ superior Diploma de b ază HND (acordat de o instituție care acordă diplome)          | Ciclul scurt QF-EHEA (în cadrul sau legat de primul ciclu)         |
| Nivelul 6        | BTEC Advanced Professional award, certificat și diplomă de nivel 6 NVQ nivelul 4                           | Nivelul CEC 6                                                      |
| Nivelul 6        | Certificat de absolvent Diplomă de absolvent Certificat profesional de absolvire a educației               | Calificări intermediare QF-EHEA în cadrul primului ciclu           |
| Nivelul 6        | Diplomă de licență obișnuită Diplomă de licență cu onoruri                                                 | QF-EHEA primul ciclu (sfârșitul ciclului)                          |
| Nivelul 7        | BTEC Advanced Professional award, certificat și diplomă de nivel 7 NVQ nivelul 5                           | Nivelul CEC 7                                                      |
| Nivelul 7        | Certificat postuniversitar Diplomă postuniversitară Certificat postuniversitar de educație                 | Calificări intermediare QF-EHEA în cadrul celui de-al doilea ciclu |
| Nivelul 7        | Masterat integrat Diplomă de Master                                                                        | QF-EHEA al doilea ciclu (sfârșitul ciclului)                       |
| Nivelul 8        | NVQ nivelul 5                                                                                              | Nivelul 8 al CEC                                                   |
| Nivelul 8        | Doctorat                                                                                                   | QF-EHEA al treilea ciclu (sfârșitul ciclului)                      |

## Standarde
Programul pentru evaluarea internațională a elevilor, coordonat de OCDE, plasează în prezent cunoștințele și competențele generale ale elevilor britanici în vârstă de 15 ani pe locul 13 în lume în ceea ce privește alfabetizarea, matematica și științele, elevul britanic mediu obținând un scor de 503,7, cu mult peste media OCDE de 493. Copiii din școlile primare din Anglia s-au clasat pe locul 4 în cadrul Progress in International Reading Literacy Study pentru competențele de citire în 2021.
Organizația Națiunilor Unite plasează Regatul Unit pe locul 7 în indicele educației, care măsoară nivelul de educație, PIB-ul pe cap de locuitor și speranța de viață, devansând cea mai mare parte a Europei. Între 1997 și 2010, guvernul laburist a introdus academii urbane în zonele cu lipsuri sociale și economice. Mai multe foste școli ale autorităților locale, considerate inadecvate sau care necesită îmbunătățiri de către inspectori, trecute la un fond de academii, sunt acum evaluate ca fiind bune sau excepționale.
Academiile au fost înființate în cele mai defavorizate zone, ele fiind elementul-cheie în campania de ridicare a standardelor; creșterea aspirațiilor și crearea de oportunități în unele dintre cele mai defavorizate comunități. Până în 2015, mai mulți elevi din toate mediile sociale erau în școli cu calificative bune și remarcabile decât în 2010. Această creștere a sistemului de academii coincide cu îmbunătățirea situației în toate școlile din Anglia, cu 88% din toate școlile cu calificative bune sau excepționale, o îmbunătățire față de 68% în august 2010.

## Finanțare
Începând cu 2018, școlile engleze au fost finanțate printr-o formulă națională. În august 2019, s-a anunțat că bugetul pentru școli și nevoi înalte va fi majorat cu 6% (2,6 miliarde de lire sterline) în 2020-21, 4,8 miliarde de lire sterline în 2021-22 și, respectiv, 7,1 miliarde de lire sterline în 2022-23 - plus 1,5 miliarde de lire sterline în plus pe an pentru a finanța costurile suplimentare cu pensiile pentru profesori. Această nouă finanțare include 780 de milioane de lire sterline în 2020-21 pentru a sprijini copiii cu nevoi educaționale speciale și dizabilități (SEND).